# أرتور كوزلوفسكي (عداء مسافات طويلة)
أرتور كوزلوفسكي (بالبولندية: Artur Kozłowski) هو عداء مسافات طويلة بولندي، ولد في 19 يناير 1985 في سرادية في بولندا.

## وصلات خارجية
- أرتور كوزلوفسكي على موقع الاتحاد الدولي لألعاب القوى (الإنجليزية)
- أرتور كوزلوفسكي على موقع الاتحاد الأوروبي لألعاب القوى (الإنجليزية)
- أرتور كوزلوفسكي على موقع الرابطة البولندية لألعاب القوى (البولندية)
- أرتور كوزلوفسكي على موقع اللجنة الأولمبية الدولية (الإنجليزية)
- أرتور كوزلوفسكي على موقع أوليمبيديا (الإنجليزية)
- أرتور كوزلوفسكي على موقع اللجنة الأولمبية البولندية (مؤرشف) (البولندية)